# Бескашнов, Михаил Иванович
Михаи́л Ива́нович Беска́шнов (латыш. Mihails Beskašnovs; 17 октября 1946, 17 ноября 1946 или 10 октября 1946, Павловский Посад, Московская область — 10 февраля 2020, Рига) — советский и латвийский хоккеист, защитник, хоккейный тренер. Мастер спорта СССР.

## Биография
В хоккей начал играть за команду «Текстильщик» из Павловского Посада. В 1966—1968 годах играл за саратовскую «Энергию». В 1969—1972 годах игрок московского «Локомотива». В 1972 году был приглашен в «Динамо» Рига. Вместе с клубом в 1973 году пробился в высшую лигу и отыграл в ней 4 сезона. Покинул «Динамо» Рига в 1977 году. В 1977—1979 годах играл в команде «Латвияс Берзс». Отличался грубой игрой.
С 1980 года на тренерской работе. В 1980—1986 годах работал помощником тренера в «Динамо» Рига. С 1992 года работал главным тренером различных команд Латвии. Также выступал в республиканских хоккейных клубах. Среди воспитанников тренера Бескашнова такие известные латвийские хоккеисты как Артис Аболс, Родриго Лавиньш, Карлис Скрастиньш, Петерис Скудра, Игорь Бондарев.
Умер в Риге 10 февраля 2020 года. Похоронен на Покровском кладбище.

## Статистика выступления в высшей лиге
| Легенда | Легенда                    | Легенда | Легенда                   | Легенда | Легенда    |
| ------- | -------------------------- | ------- | ------------------------- | ------- | ---------- |
| И       | Количество проведённых игр | Штр     | Штрафное время            | +/−     | Плюс-минус |
| Г       | Голы                       | П       | Голевые передачи          | О       | Очки       |
| -       | Статистика неизвестна      | —       | Статистика не учитывалась |         |            |

| Сезон                    | Команда                  | И   | Г  | П | О  | Штр |
| ------------------------ | ------------------------ | --- | -- | - | -- | --- |
| 1971/72                  | «Локомотив» (Москва)     | 12  | 3  | 1 | 4  | 18  |
| 1973/74                  | «Динамо» (Рига)          | 17  | 0  | 4 | 4  | 26  |
| 1974/75                  | «Динамо» (Рига)          | 31  | 3  | 2 | 5  | 44  |
| 1975/76                  | «Динамо» (Рига)          | 23  | 3  | 1 | 4  | 33  |
| 1976/77                  | «Динамо» (Рига)          | 35  | 2  | 1 | 3  | 73  |
| Всего в чемпионатах СССР | Всего в чемпионатах СССР | 118 | 11 | 9 | 20 | 194 |

## Комментарии
1. ↑  По другим источникам дата рождения 10 ноября